# ديفيد موراي (سياسي أسترالي)
ديفيد موراي (بالإنجليزية: David Murray)‏ هو سياسي أسترالي وبريطاني (وحمل سابقاً جنسية المملكة المتحدة لبريطانيا العظمى وأيرلندا)، ولد في 28 ديسمبر 1829 في المملكة المتحدة، وتوفي في 6 يناير 1907 في لندن في المملكة المتحدة.

## مناصب
- انتخب Justice of the Peace for South Australia ‏.
- انتخب رئيس سكرتارية جنوب أستراليا [الإنجليزية]‏ (9 يوليو 1886 – 11 يونيو 1887).
- في Yatala colonial by-election, July 1881 ‏، انتخب عضو مجلس النواب جنوب أستراليا من الجمعية عن دائرة Electoral district of Yatala [الإنجليزية]‏ وقد انضم خلال فترته النيابية (13 يوليو 1881 – 18 أغسطس 1881)  للكتلة البرلمانية مستقل.
- انتخب عضو مجلس النواب جنوب أستراليا من الجمعية عن دائرة Electoral district of Yatala [الإنجليزية]‏ وقد انضم خلال فترته النيابية (25 أبريل 1881 – 28 يونيو 1881)  للكتلة البرلمانية مستقل.
- انتخب عضو مجلس النواب جنوب أستراليا من الجمعية عن دائرة Electoral district of East Adelaide [الإنجليزية]‏ وقد انضم خلال فترته النيابية (27 مارس 1877 – 1 أبريل 1878)  للكتلة البرلمانية مستقل.
- انتخب عضو مجلس جنوب أستراليا التشريعي وقد انضم خلال فترته النيابية (29 مايو 1882 – 14 أبريل 1891)  للكتلة البرلمانية مستقل.
- انتخب عضو مجلس النواب جنوب أستراليا من الجمعية عن دائرة Electoral district of East Adelaide [الإنجليزية]‏ وقد انضم خلال فترته النيابية (28 مارس 1870 – 13 ديسمبر 1871)  للكتلة البرلمانية مستقل.